# Dowa (Népal)
Pour les articles homonymes, voir Dowa.
Dowa (en népalais : दोवा) est un comité de développement villageois du Népal situé dans le district de Myagdi. Au recensement de 2011, il comptait 1 063 habitants.